# Anisopappus marianus
Anisopappus marianus là một loài thực vật có hoa trong họ Cúc. Loài này được Lawalrée mô tả khoa học đầu tiên năm 1974.